# Андрија Штампар
 Андрија Штампар  (Бродски Дреновац, 1. септембар 1888 – Загреб, 26. јун 1958) био je југословенски и хрватски лекар, специјалиста хигијене и социјалне медицине. Професор, и у два наврата декан Медицинског факултета у Загребу, као и један од оснивача Светске здравствене организације.

## Биографија
Андрија Штампар рођен је 1. септембра 1888. године у Бродском Дреновцу (селу недалеко од Славонског Брода), у то време у саставу Аустроугарске, у данашњој Хрватској (Пожешко-славонској жупанији). Отац му је био учитељ због чега се породица често селила. Тако је имао прилику да види свакодневни живот обичних људи у време када на Балкану није било лекара и медицинских служби. Од 1898. до 1906. године похађао је гимназију у Винковцима. Током средњег образовања Штампар је био сјајан ђак па је тако објавио  рад у часопису Побратим 1902. године, у његовом првом књижевном покушају. Након средње школе 1906. године одлази на студије у Беч који је у то време био најзначајнији центар медицине у свету. Још као студент објавио је преко 70 чланака и брошура, углавном везаних за здравствено васпитање. Током овог периода формирао је своје јасне ставове о социјалној медицини. Студије је завршио за само 5 година и 2 месеца, 23. децембра 1911. године. По завршетку студија, Штампар се прво запослио у Карловцима, а потом је премештен у Нову Градишку и унапређен у општинског лекара. Током Првог светског рата био је лекар заробљеничког логора Матхаузена у Горњој Аустрији. По завршетку рата, као један од ретких високообразованих људи у новоформираној држави Краљевству Срба, Хрвата и Словенаца, 1919. године долази у Београд у Министарству јавног здравља на место начелника Одељења за расну, јавну и социјалну хигијену. Својим личним ентузијазмом и изузетним залагањем успео је да до 1924. године оснује 250 медицинских установа широм Краљевина Срба, Хрвата и Словенаца. Услед својих социјалдемократски и левичарски ставова дошао је у сукоб са владом тако да 1931. године није добио сагласност за избор у звање редовног професора хигијене и социјалне медицине на Медицинском факултету у Загребу. Од тог тренутка он своју пажњу све више посвећује борби за јавно здравље на међународном нивоу. После немачке инвазије на Југославију 1941. године и по успостављању усташког режима Штампар је ухапшен и интерниран у логор у Грацу, где је остао до ослобођења 1945. године. У периоду од 1945. до 1948. године одиграо је кључну улогу у формирању Светске здравствене организације (од 24. јуна до 24. јула 1948. у Женеви у Швајцарској).  Штампач је остао активан у Светској здравственој организацији, посвећен промовисању и унапређењу здравља светске популације све до своје смрти 26. јуна 1958. године.

## Каријера
Штампар каријеру почиње у Карловцима 1. јануара 1912. где је радио као лекар у Градској болници. Од 8. августа 1913. наредбом жупана Пожешког округа постављен је за среског лекара Нове Градишке. У Првом светском рату радио је као лекар у заробљеничком логору у Матхаузену. По формирању државе Краљевство СХС, 1918. године постављен је за здравственог саветника у Повјеренству за социјалну скрб Народног вијећа у Загребу. Већ 1919. године на Конгресу савезничких земаља о социјалној хигијени у Париз, држи предавање о здрављу деце. Своју каријеру наставља у Београду маја 1919. године, где је Милан Јовановић Батут, тада већ стар и угледан лекар, у њему препознао таленат и интересовање за социјалну медицину и хигијену. Запослио се у Министарству јавног здравља, као помоћник министра (тј. начелник Одељења за расну, јавну и социјалну хигијену). Нашао се пред веома тешким задатком и изазовом да, у новонасталој сиромашној земљи, састављеној од разних народа, разореној ратовима, са становништвом измученим глађу и болестима, недостатком лекара и медицинског особља, са веома ограниченим материјалним и логистичким ресурсима, организује здравствену службу. Захваљујући својим организационим способностима, огромним личним залагањем и ентузијазмом успео је да у првих 5 година оснује 250 медицинских установа широм земље (јавних домова здравља и здравствених станица, бактериолошких и антималаријских станица, туберкулозних диспанзера, амбуланти за полно преносиве болести, школских поликлиника, установе за одојчад и малу децу, Централни хигијенски завод у Београду). Уз подршку Рокфелерове фондације отворио је Школу за јавно здравље и Хигијенски завод у Загребу 1927. године. Истовремено је радио и на обуци недостајућег здравственог кадра, па су тако основане школе за медицинске сестре у Загребу, Београду, Љубљани и Скопљу. У оквиру Школе за јавно здравља организовао је иновативни „Сељачки универзитет”, где су одржавани вишемесечни семинари о здравственим питањима у руралним подручјима. Овакав Штампаров рад наишао је на противљење, посебно код колега у медицини, који су сматрали да је њихов монопол у лечењу угрожен, али су против њега били и неки политичари. Како је већ  био окарактерисани као левичар, почетком 1930. године после сукоба са владом, бива разрешен дужности, да би 1931. године краљевим указом био стављен на листу за пензионисање, те не добија ни сагласност власти за избор у звање редовног професора хигијене и социјалне медицине на Медицинском факултету у Загребу. Разочаран, одлази да ради (као стални члан) у Здравствену организацију Друштва народа (од 1931. до 1933. године). У име Друштва народа радио је на успостављању здравственог система у Кини од 1933. до 1936. године. Од 1938. до 1939. године Штампар држи предавања о хигијени и социјалној медицини на универзитетима у САД и Канади и ради као професор на Харварду (енгл. Harvard University) и Универзитету Калифорније (енгл. University of California). У тадашњу Краљевину Југославију, Штампар се враћа 1939. године, где му је коначно потврђен избор у звање редовног професора хигијене и социјалне медицине на Медицинском факултету у Загребу, а 1940. године изабран је и за декана. Неколико дана након немачке окупације Загреба (10. априла 1941) и успостављања усташког режима, Штампара је ухапсила усташка полиција, па га немачка полиција интернира у Грац, где је био затворен до доласка Црвене армије 1945. године. По ослобођењу и повратку у мају 1945. године, поново ступа на дужност професора хигијене и социјалне медицине на Медицинском факултету и постаје начелник Школе народног здравља у Загребу. Постављен је и за ректора Загребачког свеучилишта за академску 1945/46. годину. Године 1952. поново је изабран за декана Медицинског факултета, где је биран следећих пет годину узастопно. Штампар је био један од оснивача Светске здравствене организације, СЗО (енгл. World Health Organization, WHO) и био је активно укључен у изградњу здравствених система у Авганистану, Египту, Судану и  Етиопији. Дефиниција здравља наведена у преамбули Устава СЗО из 1946. године као: „Стање потпуног физичког, менталног и социјалног благостања, а не само одсуство болести и слабости“, усвојена је на основу предлога Андрије Штампара. Председавао је првом Генералном скупштином СЗО у Женеви 1948. године и активно је радио у СЗО до своје смрти.

## Почасти и награде
Андрија Штампар је једногласно изабран за првог председника на Првом заседању светске здравствене скупштине у Женеви од 24. јуна до 24. јула 1948. године. На 8. редовној седници СЗО у Мексико Ситију, 1955. године, Штампару је додељена награда и медаља Фондације Леон Бернард (енгл. Léon Bernard Foundation Prize), највеће међународно признање за заслуге у области социјалне медицине. Сваке године Европска асоцијација школа јавног здравља на редовном скупу додељује престижно признање које носи име Андрије Штампара за достигнућа у области јавног здравља. Свеучилиште у Загребу додељује годишњу награду појединцима и организацијама за њихове научне резултате и преношење знања и образовање младим стручњацима из области биомедицинских наука, која носи име професора Андрије Штампара. Од 1947. године до смрти био је председник Хрватске академије знаности и умјетности. Изабран је за редовног члана Српске академије наука и уметности 22. 3. 1948. године.